# Maracanãzinho
O Maracanãzinho é um ginásio inaugurado em 1954 com o nome Ginásio Gilberto Cardoso. Está localizado na cidade do Rio de Janeiro, Brasil e possui capacidade de público atual de 14 000 espectadores, com uma área total de ocupação de 22 940 m². Entre muitos eventos internacionais que já abrigou, destaca-se o Rio Champions Tennis desde 2010, o Campeonato Mundial de Basquete Masculino em 1963, o Campeonato Mundial de Voleibol Masculino em 1990 e partidas de Voleibol Masculino nas Olimpíadas Rio 2016 em 2016. Encontra-se no Complexo Esportivo do Maracanã, ao lado do Estádio do Maracanã e do Parque Aquático Júlio Delamare.

## Histórico
A arena do Maracanãzinho foi inaugurada em 1954 e além do Campeonatos Mundiais de Basquete (1963) e de Voleibol (1990). Foi palco para diversos espetáculos, como os de Aline Barros, Engenheiros do Hawaii, Cyndi Lauper, Dalva de Oliveira, Milton Nascimento, Circo de Moscou, Earth, Wind & Fire, Disney on Ice, Holiday on Ice, Genesis, Dionne Warwick, Midnight Oil, Jackson Five, The Police, Jonas Brothers, Peter Frampton, Roberto Carlos, Gilberto Gil, Rita Lee, Legião Urbana, Alice Cooper, Deep Purple, Trazendo a Arca, Emilinha Borba, Geraldo Vandré e Wilson Simonal; Em fevereiro de 1974, o grupo Secos & Molhados obteve um recorde de público que lotou o ginásio em um show histórico que trouxe aproximadamente 30 mil pessoas dentro do ginásio, sendo que 20 mil pessoas ficaram do lado externo. Em 1981, a cantora Simone foi a primeira cantora a superlotar sozinha o ginásio.
Companhias internacionais de Dança Clássica, Folclórica e Contemporâneas, como o Ballet Bolshoi. Também ocorreram jogos decisivos de campeonatos nacionais de basquete e vôlei, nos quais os grandes clubes do Rio de Janeiro eram mandantes: Botafogo, Flamengo, Fluminense e Vasco da Gama.
Em 1955, Gilberto Cardoso, presidente do Flamengo, assistia à final do campeonato de basquete, quando uma cesta no último segundo do jogo, que deu o título ao seu time, fulminou o coração do torcedor que morreu a caminho do hospital. A partir daí o Maracanãzinho recebeu o nome de Ginásio Gilberto Cardoso, por meio da Lei Municipal. É considerado o templo do voleibol no Brasil.
Em 1982, foi palco do primeiro Mundialito de Voleibol, consagrando mundialmente Bernard Rajzman, que executou pela primeira vez o saque “Jornada nas Estrelas”, contribuindo para a vitória sobre a poderosa União Soviética, por 3–2.
Em 2003, fechou para reformas a fim de estar apto a realizar as partidas de vôlei feminino e masculino nos Jogos Pan-Americanos de 2007.

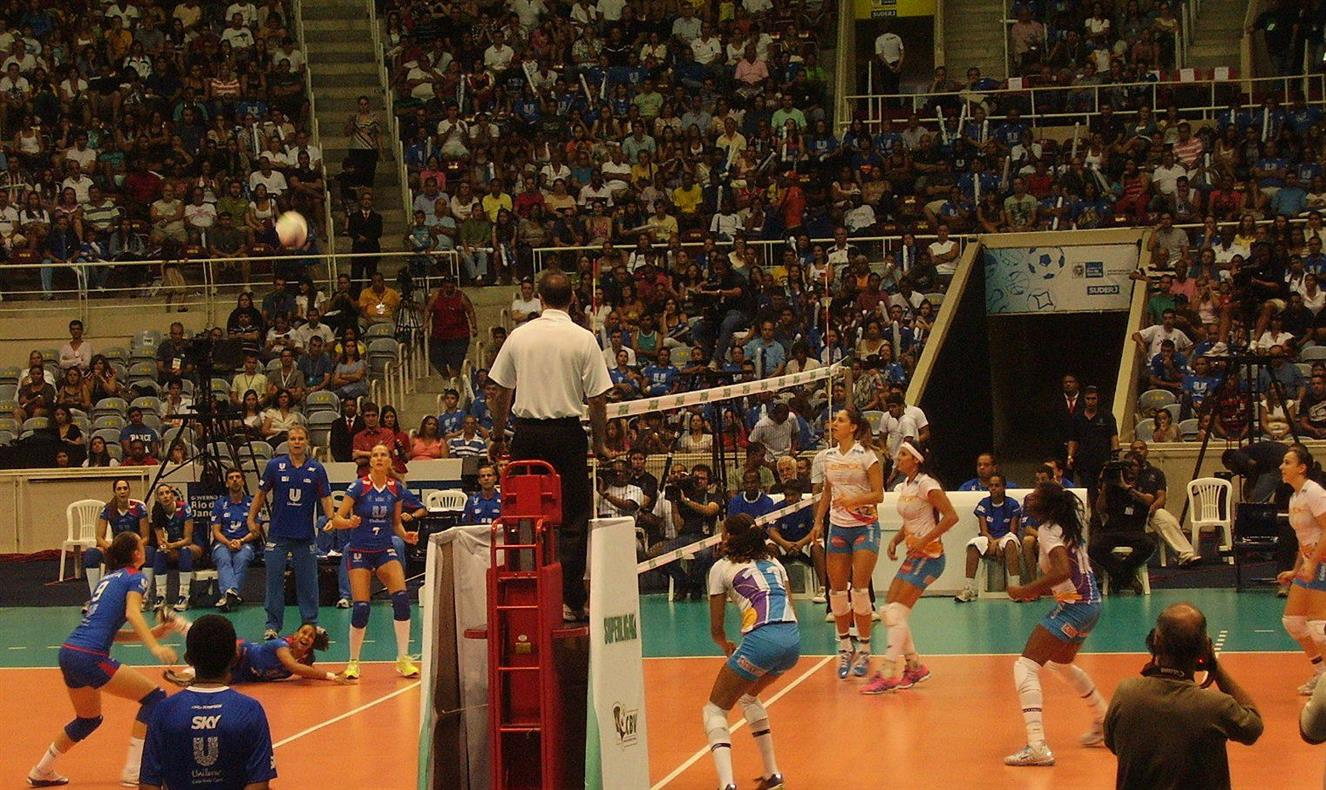
Partida entre Rio de Janeiro e Vôlei Futuro pela Superliga Brasileira de Voleibol Feminino de 2011–12, com as configurações após as reformas para os Jogos Pan-Americanos de 2007

Em 2016, após impasse entre a Concessionária administradora do ginásio e a Rio 2016, voltou a ser fechado para reformas que viriam a atender os Jogos Olímpicos de Verão de 2016.

## Reforma

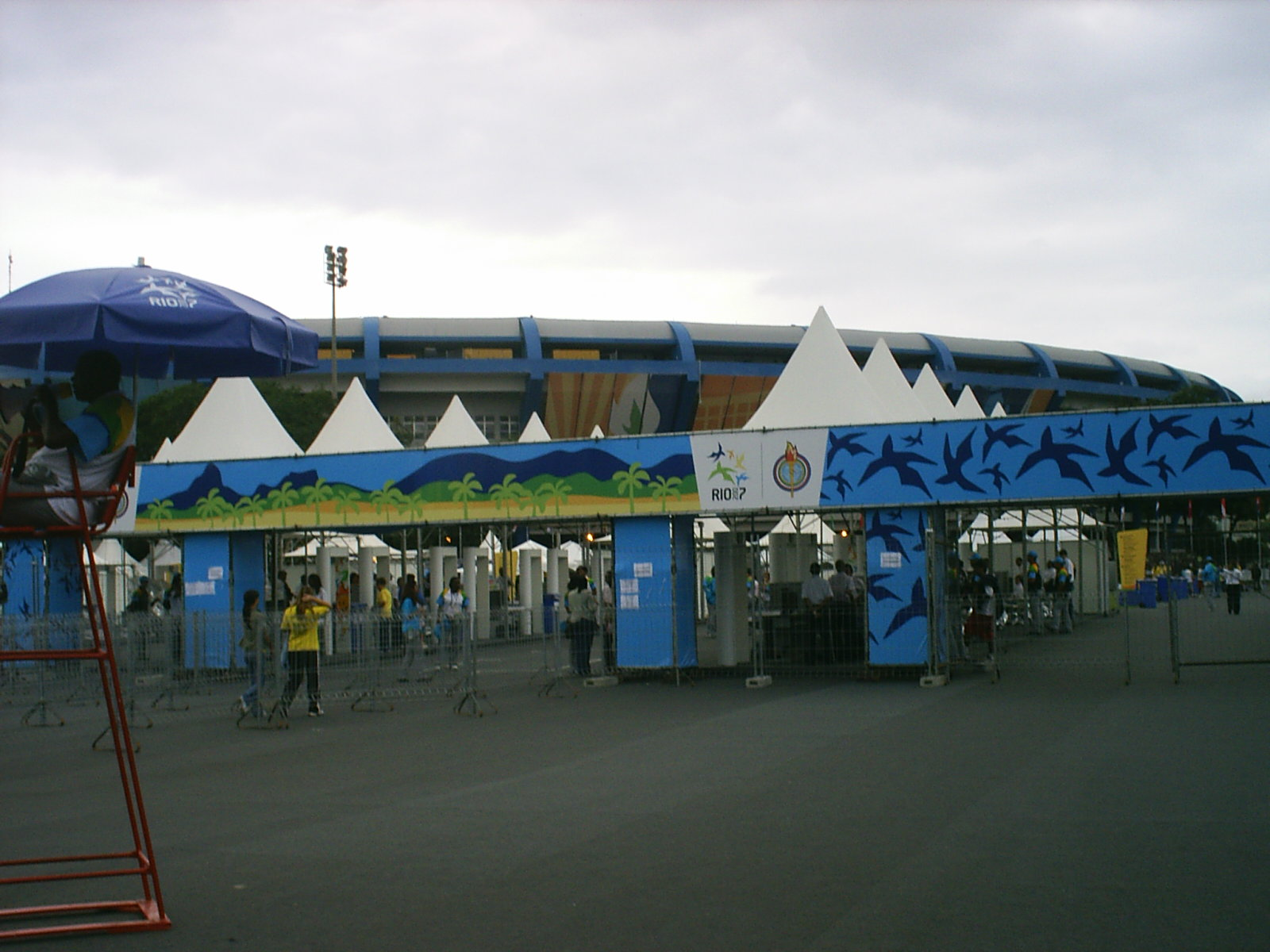
Entrada do Complexo do Maracanã no Pan

Para os Jogos Pan-Americanos de 2007, o ginásio foi totalmente reformado, passando a contar com ar-condicionado central, placar de quatro faces, novo sistema de som, cúpula permitindo a iluminação natural durante o dia, confortáveis assentos, além de se adaptar a todas as exigências internacionais. Dessa forma, o Maracanãzinho, que durante muitos anos não recebeu competições, passa a ser um belo palco para as competições de voleibol no Pan Rio 2007 e para qualquer outra competição internacional. Após a reforma, a arena teve sua capacidade, inicialmente de cerca de 13 mil pessoas, reduzida para 11 800 espectadores, mas atualmente o público passou a ter muito mais conforto.
Tais adequações diminuirão a capacidade do ginásio, porém aumentarão o campo de visão e proporcionaram maior conforto ao público, para as Olimpíadas do Rio de Janeiro em 2016 ele deverá ter a capacidade aumentada para 12 mil espectadores para atender as exigências do Vôlei.

## Calçada da Fama
A calçada da fama do Maracanãzinho, foi inaugurada no dia 18 de abril de 2009, visando homenagear atletas que passaram (e fizeram história) pelo ginásio, em diversas modalidades.
Estão eternizados, entre outros, Gustavo Kuerten (Tênis), Edwin Moses (atletismo) e Falcão (futsal)

## Shows no ginásio
- Nat King Cole -  em 17 (única sessão) e 19 (duas sessões) de abril de 1959
- Secos & Molhados - 23 de fevereiro de 1974
- Alice Cooper - 6 de abril de 1974
- Jackson 5 - 19 e 20 de setembro de 1974
- Rick Wakeman - 20 e 21 de dezembro de 1975 / 15 e 16 de setembro de 1981
- Genesis - 14 e 15 de maio de 1977
- Joe Cocker - 17 e 18 de agosto de 1977
- Peter Frampton - 18 e 19 de outubro de 1980 / 27 de novembro de 1982
- Earth, Wind & Fire - 24, 25 e 26 de outubro de 1980
- Rita Lee - 31 de janeiro e 1 de fevereiro de 1981
- KC and the Sunshine Band - 15 e 16 de maio de 1981
- The Police - 16 e 17 de fevereiro de 1982
- Van Halen - 26 e 27 de janeiro de 1983
- Quiet Riot - 28 de abril de 1985
- Venom e Exciter - 7 de dezembro de 1986
- The Cure - 27 e 28 de março de 1987
- Lulu Santos - 30 de maio de 1987
- Lobão - 22 de janeiro de 1988
- Leo Jaime e Kid Abelha - 23 de janeiro de 1988
- Legião Urbana - 24 de janeiro de 1988
- James Brown - 9 de abril de 1988
- Titãs - 16 de abril de 1988
- Jethro Tull - 30 de junho de 1988
- Legião Urbana - 14 e 15 de julho de 1988
- Engenheiros do Hawaii e Capital Inicial - 16 de julho de 1988
- Os Paralamas do Sucesso - 17 de julho de 1988
- New Order - 25 de novembro de 1988
- Motorhead - 18 de março de 1989
- Metallica - 4 de outubro de 1989
- Cyndi Lauper - 7 de novembro de 1989
- Information Society - 2 de agosto de 1991
- Deep Purple - 24 de agosto de 1991
- Faith no More - 20 e 21 de setembro de 1991
- Engenheiros do Hawaii - 11 de julho de 1992
- Iron Maiden - 31 de julho de 1992
- Skid Row - 15 de agosto de 1992
- Midnight Oil - 13 de março de 1993
- Jonas Brothers - 7 de novembro de 2010